# Nannothelypteris camarinensis
Nannothelypteris camarinensis är en kärrbräkenväxtart som beskrevs av Holtt. Nannothelypteris camarinensis ingår i släktet Nannothelypteris och familjen Thelypteridaceae. Inga underarter finns listade.